# Caremon
Caremon ist ein Ort im osttimoresischen Suco Hera (Verwaltungsamt Cristo Rei, Gemeinde Dili).

## Geographie
Caremon gehört zum Aldeia Mota Quic im Süden des Sucos im Bergland Cristo Reis. Obwohl nur vier Kilometer von der Nordküste der Insel Timor entfernt, liegt Caremon bereits in einer Meereshöhe von 74 m. Das Dorf liegt östlich des Flusses Quik, bei einer Furt des meist trockenen Flusses. Über die Furt führt eine Straße zum Nachbarort Sidara.